# Чуково (област Кърджали)
 За другото българско село вижте Чуково (област Габрово).  
Чуково е село в Южна България. То се намира в община Момчилград, област Кърджали.

## Население
Численост и дял на етническите групи според преброяването на населението през 2011 г.:
|                     | Численост | Дял (в %) |
| Общо                | 191       | 100,00    |
| Българи             | 0         | 0,00      |
| Турци               | 178       | 93,19     |
| Цигани              | 0         | 0,00      |
| Други               | 0         | 0,00      |
| Не се самоопределят | 0         | 0,00      |
| Неотговорили        | 13        | 6,80      |

## Забележителности
- Скално-култов комплекс (Чуково)